# 阿尔弗雷德·道格拉斯勋爵
阿尔弗雷德·布魯斯·道格拉斯勋爵（Lord Alfred Bruce Douglas，1870年10月22日—1945年3月20日），昵称波西（Bosie），是英国贵族，诗人、作家和翻译家。他因与剧作家奥斯卡·王尔德的恋情而闻名。

## 早年生活
阿尔弗雷德·道格拉斯出生于伍斯特郡埔域的韩希尔大宅（Ham Hill House），是昆斯伯里侯爵约翰·道格拉斯的三子。道格拉斯的呢称「波西」是他的母亲西比尔取的，据称波西是她最爱的孩子。西比尔在1887年因侯爵的通奸而与他离婚。约翰·道格拉斯的父亲阿奇博爾德·道格拉斯（第八代侯爵）死于一场狩猎事故，但是许多人怀疑这是一次自杀。他的妻子后来去了巴黎，并皈依了罗马教会。
道格拉斯在韦森弗德学校（Wixenford School）接受教育，后来在西敏寺学校读了4年书。他在牛津大学莫德林学院读过一段时间后肄业。他在牛津读书时，担任过学生刊物《灵燈》（The Spirit Lamp）的编辑。

## 与奥斯卡·王尔德的关系
道格拉斯与王尔德在1891年的一个剧院里相遇，尽管王尔德当时已经有两个儿子了，不过他们还是很快就相恋了。